# آندرا آنیلی
آندره‌آ آنیلی (ایتالیایی: Andrea Agnelli) کارآفرین ایتالیایی و مدیر باشگاه فوتبال یوونتوس ایتالیا و عضو اجرایی انجمن باشگاه اروپا است. او همچنین عضو هیئت مدیره فیات و اکسور است.
آندره‌آ همانند پدر خود، که او نیز رئیس باشگاه یوونتوس از ۱۹۵۵ تا ۱۹۶۲ بود، علاقه بسیاری به یوونتوس تورین داشت و از هنگام جوانی در بخش مالی و اداری باشگاه فعالیت می‌کرد. در ۲۹ آوریل ۲۰۱۰، آندرا آنیلی به عنوان رئیس جدید باشگاه جانشین فرانسوا ژان-کلود بلان شد.
او فرزند اومبرتو آنیلی و برادر زاده جیانی آنیلی است.
زمانی که او وارد باشگاه شد، باشگاه هنوز درگیر عواقب رسوایی کالچوپولی بود. رقیب شماره یک آنها یعنی اینترمیلان به تازگی قهرمان اروپا شده بود و این آخرین چیزی بود که هواداران یوونتوس می‌خواستند. اما آنیلی با نظارت بر انتقال باشگاه به استادیوم جدید و سر و سامان بخشیدن به امور مالی باشگاه توانست شرایط بحرانی را به خوبی مدیریت کرده و یوونتوس را دوباره به کورس قهرمانی برگرداند. 

## اتهام به فساد مالی
وی در ژانویه سال ۲۰۲۳ به همراه فابیو پاراتچی  و پاول ندود به اتهام فساد مالی دستگیر شدند.این دستگیری شامل محرومیت ۲ ساله او از هرگونه فعالیت ورزشی شد.